# Baker Beach

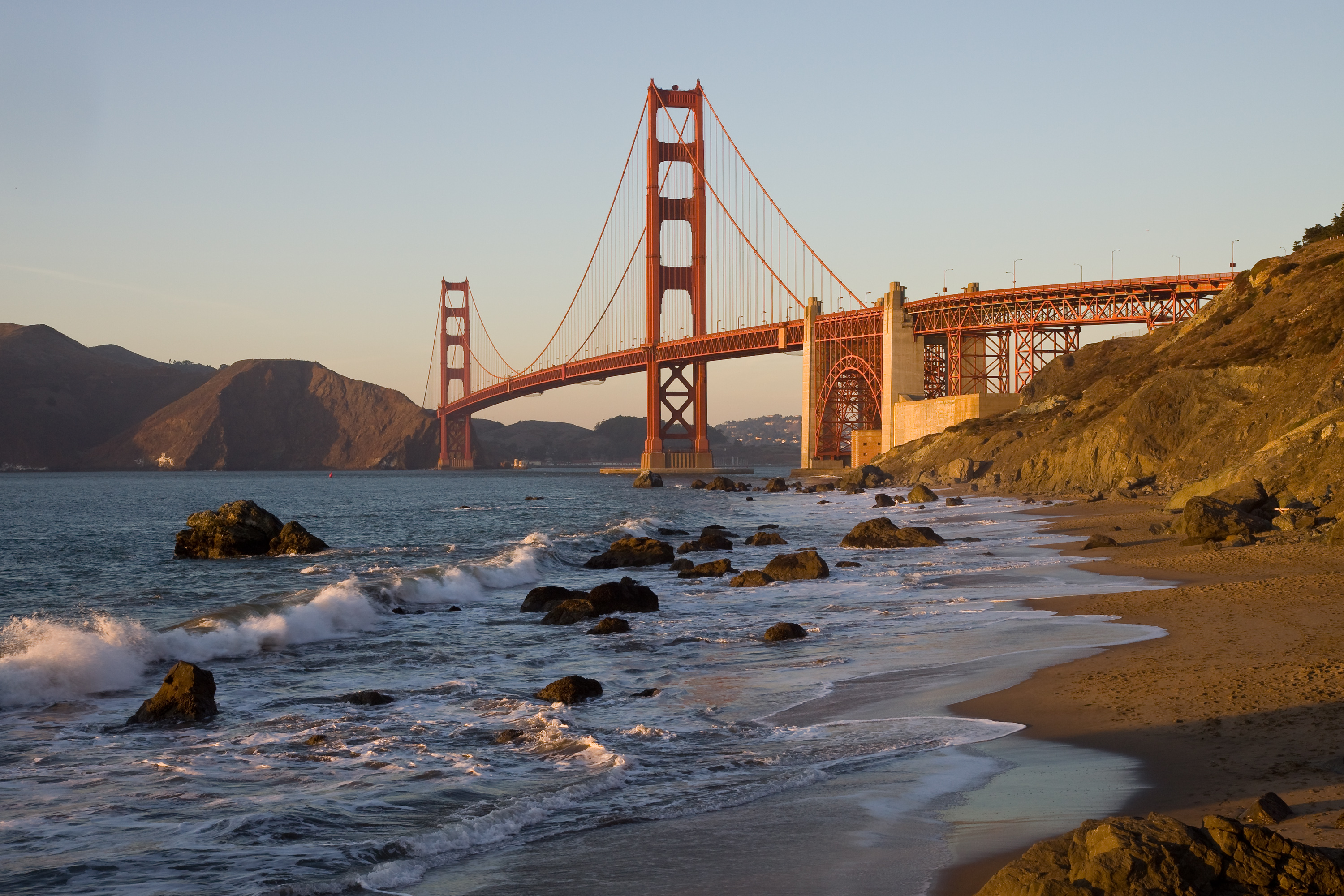
Baker Beach con el Puente Golden Gate al fondo.

Baker Beach es una playa pública en la península de San Francisco (California). La playa linda con la costa del océano Pacífico al noroeste de la ciudad. Tiene aproximadamente un kilómetro de largo, comenzando justo al sur del Golden Gate Point (donde el Puente Golden Gate conecta con la península), extendiéndose al sur hacia la península de Seacliff, el Museo Legion of Honor y los Sutro Baths.

## Historia
Baker Beach es parte del Presidio de San Francisco, que fue una base militar desde la fundación de San Francisco por parte de los españoles en 1776 hasta 1997. En 1904 fue fortificado con una batería conocida como Battery Chamberlin, que aún se mantiene en pie. Cuando el Presidio fue retirado como base del Ejército de los Estados Unidos, se convirtió en parte del Área Nacional de Recreación Golden Gate, que es administrado por el Servicio de Parques Nacionales. 
Desde 1986 hasta 1990, el extremo norte de Baker Beach fue el lugar original del festival de arte Burning Man. Desde 1991 el evento toma lugar en Black Rock Desert (Nevada).
Un ataque de tiburón ocurrió en Baker Beach el 7 de mayo de 1959 cuando Albert Kogler Jr., de 18 años, fue asaltado por un gran tiburón blanco mientras estaba a 15 pies de profundidad en el agua. Fue el único ataque de tiburón registrado en Baker Beach.
La sección norte de Baker Beach está considerada una playa nudista.
Grandes afloramientos de rocas serpentinas se producen a lo largo de la costa del Pacífico, cerca de Baker Beach. Cuando se levanta de la superficie de la tierra, la serpentina produce una mancha que puede permitir el desarrollo en los alrededores de especies raras de plantas.